# Wise (empresa)
Wise (anteriormente TransferWise) é uma empresa de tecnologia financeira com sede em Londres fundada pelos empresários estonianos Kristo Käärmann e Taavet Hinrikus 31 de março de 2010.

## História

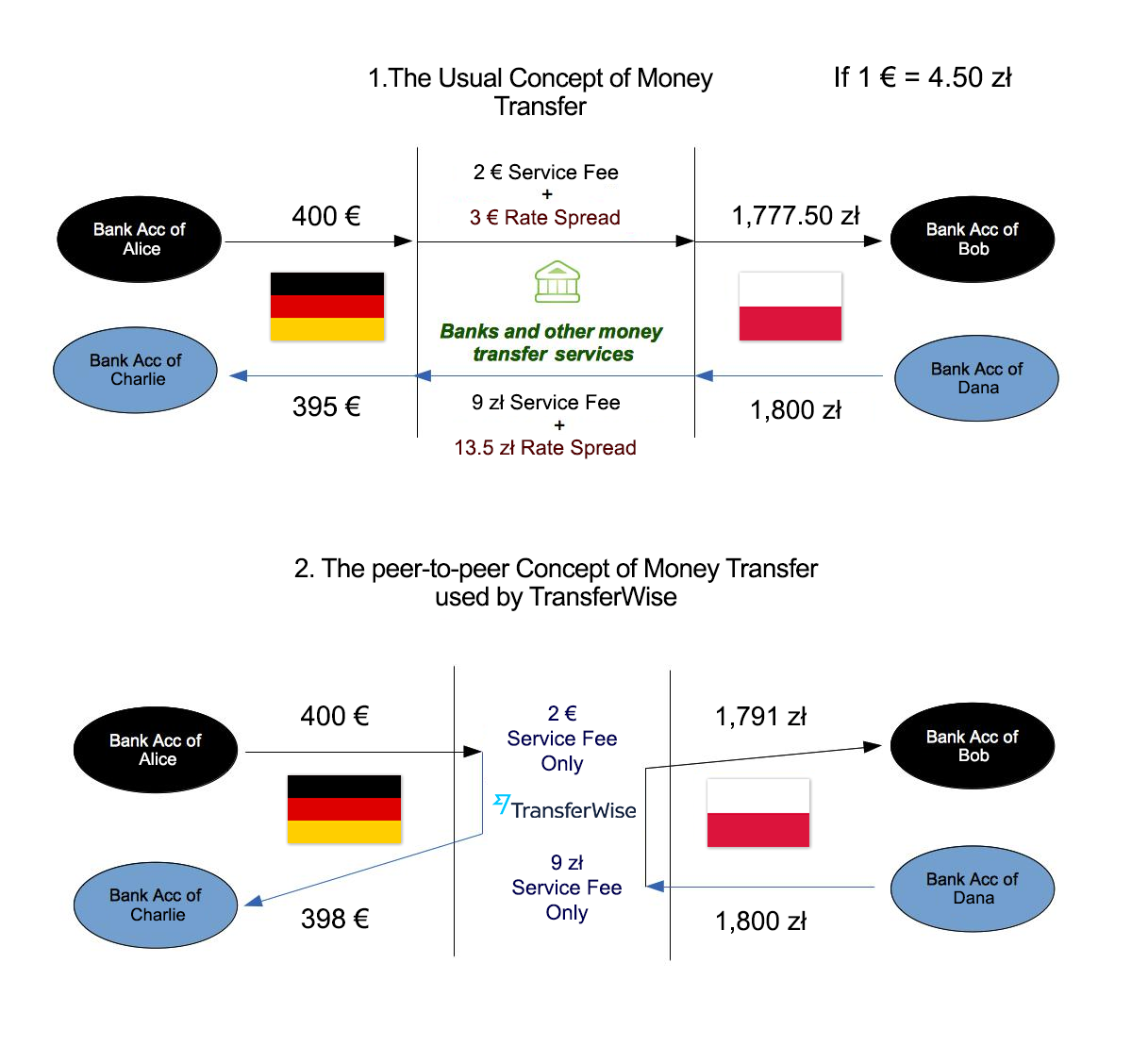
Transferência de dinheiro regular versus transferência de dinheiro ponto-a-ponto (usada pela Wise)

A Wise foi fundada por Taavet Hinrikus, ex-funcionário do Skype, e o consultor financeiro Kristo Käärmann. Seu sistema foi comparado ao sistema hawala de transação financeira.
Em seu primeiro ano de operação, as transações através da Wise totalizaram € 10 milhões. Em 2012, a Wise foi nomeada como uma das "20 startups de tecnologia mais quentes do leste de Londres" pelo The Guardian, Start Up of the Week pela Wired UK, uma das cinco "start-ups a serem observadas" no Seedcamp's 2012 US Demo Day pela TechCrunch e chegou à lista das 100 melhores startups do Reino Unido de 2012 da Startups.co.uk.
Em abril de 2013, a Wise parou de permitir transações em Bitcoin, citando pressões de provedores de serviços bancários. A página independente Monito revelou que o Wise foi em média 83% mais barato que 4 grandes bancos do Reino Unido para certos tipos de cambio, mas chegava a ser até 90% mais barato em outros casos.
Em maio de 2015, a Wise foi classificada em 8º lugar na lista Disruptor 50 da CNBC de 2015, e em agosto de 2015, a empresa foi nomeada como uma Pioneira Técnica pelo Fórum Econômico Mundial.
Em 8 de abril de 2017, um memorando interno do banco Santander afirmou que o banco perderia 84% de sua receita com seus negócios de transferência de dinheiro se suas cobranças fossem as mesmas do Wise. Também em abril de 2017, a empresa anunciou a abertura de seu hub APAC em Cingapura. Em maio de 2017, a empresa anunciou que seus clientes estavam enviando mais de £ 1 bilhão todos os meses usando o serviço, e que a empresa se tornou lucrativa seis anos após ser fundada. Em 2019, a empresa anunciou a abertura de um escritório em Bruxelas.
Em 21 de janeiro de 2021, a Sky News informou que a Wise havia nomeado Goldman Sachs e Morgan Stanley como coordenadores globais conjuntos para sua oferta pública inicial. Em 22 de fevereiro de 2021, a empresa foi renomeada de TransferWise para Wise. Como parte desse rebranding, a empresa também lançou um novo domínio. A empresa mudou sua marca para refletir sua oferta expandida de produtos além da transferência internacional de dinheiro.
Em 2 de julho de 2021, foi anunciado em um prospecto publicado pela empresa que o cofundador Taavet Hinrikus deixaria a presidência em um ano.
Em 7 de julho de 2021, a Wise abriu seu capital por meio de uma listagem direta na Bolsa de Valores de Londres e foi avaliada em US$ 11 bilhões.

## Financiamento
A Wise recebeu financiamento inicial no valor de US$ 1,3 milhão de um consórcio que inclui as empresas de capital de risco (venture capital) IA Ventures e Index Ventures, IJNR Ventures, NYPPE, bem como investidores individuais como Max Levchin, cofundador do PayPal, David Yu, ex-CEO da Betfair, e o co-fundador da Wonga.com, Errol Damelin. A Wise também recebeu investimento após ser nomeada uma das vencedoras do Seedcamp 2011.
Em maio de 2013, foi anunciado que a Wise garantiu uma rodada de investimentos de US$ 6 milhões liderada pela Valar Ventures de Peter Thiel . A Wise levantou mais US$ 25 milhões em junho de 2014, adicionando Richard Branson como investidor.
Em janeiro de 2015, foi anunciado que a Wise havia levantado uma rodada da Série C de US$ 58 milhões, liderada pelos investidores do grupo Andreessen Horowitz. Em maio de 2016, a Wise garantiu um financiamento de US$ 26 milhões. Isso elevou a avaliação da empresa para US$ 1,1 bilhão. Em maio de 2016, a Wise levantou um total de US$ 117 milhões em financiamento.
Em novembro de 2017, a empresa arrecadou US$ 280 milhões na Série E liderada pela Old Mutual Global Investors e IVP, bem como pela Sapphire Ventures, Japanese Mitsui & Co e World Innovation Lab.
Em maio de 2019, a empresa teve a rodada de investimentos secundários de US$ 292 milhões e alcançou a avaliação total de US$ 3,5 bilhões, mais que o dobro da avaliação que a Wise alcançou no final de 2017 na época de sua rodada de US$ 280 milhões da Série E.
Em julho de 2020, a empresa divulgou uma rodada de investimentos secundários de US$ 319 milhões liderada pelo novo investidor D1 Capital Partners e pelo acionista existente Lone Pine Capital, atingindo a avaliação total de US$ 5 bilhões. A Vulcan Capital também entrou a bordo como um novo investidor, com Baillie Gifford, Fidelity Investments e LocalGlobe adicionando às suas participações existentes.

## Crítica
Em maio de 2016, a afirmação de Wise "você economiza até 90% em relação a bancos" foi considerada enganosa pela Advertising Standards Authority .
Em junho de 2020, depois que especialistas levantaram preocupações éticas e de privacidade em torno dos passaportes de imunidade relacionados a COVID-19 a Wise estava ajudando a desenvolver, a empresa admitiu que os passaportes de imunidade não são uma "solução perfeita" e o cofundador Hinrikus disse que eles não seriam lançados publicamente até lá. foi consenso científico sobre a imunidade ao COVID-19.